# 巴爾塔西
巴尔塔西（羅馬化：Baltasi，羅馬化：Baltaç）是俄罗斯鞑靼斯坦共和国的市级镇，为巴尔塔西区行政中心及规模最大聚居地，也是该区唯一的一座市级镇。地处鞑靼斯坦共和国西北部，位于伏尔加河流域维亚特卡河一支流绍什马河畔，在共和国首府喀山东北方，西北距鞑靼斯坦共和国与马里埃尔共和国边界约20公里。连接彼尔姆与叶卡捷琳堡的R242公路经过该镇。
该地2022年人口有8,402人；2010年人口7,711；2002年人口6,996；1989年人口5,064。